# Rindert van Zinderen Bakker (1912-1993)
Rindert (van Zinderen) Bakker (Ter Apel, 5 mei 1912 – Almere Haven, 2 juli 1993) was een Nederlands politicus van de PvdA.

## Levensloop

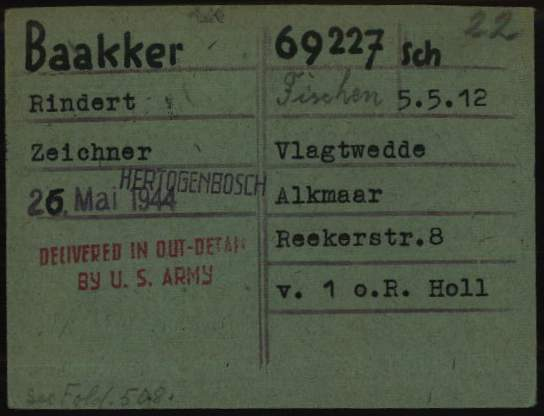
Rindert van Zinderen Bakkerskaart als gevangene in nazi-concentratiekamp Dachau

Hij werd geboren als zoon van Folkert Bakker (1884-1962; brievenbesteller) en Rensiena Vuurboom (1884-1980). Na de ulo deed hij aan zelfstudie en in 1928 ging hij in Slochteren werken bij de belastingen. In 1937 werd hij landmeetkundig ambtenaar bij het kadaster in Winschoten en in 1939 maakte hij de overstap naar de Landmeetkundige Dienst van het kadaster in Alkmaar. Hij was betrokken bij enkele verzetskranten, werd in januari 1944 gearresteerd en gedeporteerd naar het concentratiekamp Dachau. Vanaf 1946 was hij enkele jaren wethouder in Alkmaar waarmee hij in de voetsporen trad van zijn grootvader die namens de Friesche Volkspartij wethouder in Opsterland is geweest. In 1955 werd Bakker de burgemeester van Westzaan. Eind 1960 volgde hij zijn partijgenoot L.A. Ankum op als burgemeester van Koog aan de Zaan. Die functie zou hij blijven vervullen totdat die gemeente in 1974 opging in de nieuwe gemeente Zaanstad. Midden 1993 overleed hij op 81-jarige leeftijd.

## Naamswijziging
In 1957 werd zijn achternaam officieel veranderd in 'Van Zinderen Bakker', gelijkluidend aan die van zijn grootvader, de propagandist voor de sociale beweging van Domela Nieuwenhuis en sociaal werker.